# Världens Minnsta LP
Världens Minnsta LP är ett LP-album med Bengt Sändh och Finn Zetterholm från 1973. Anledningen till namnet var att LP:n var lika stor som en singel och skulle spelas på 33 varvs hastighet. Skivan kunde då inte ha några långa visor utan det fick då bli små visetter till exempel Ekorrn där Finn Zetterholm sjunger Ekorrn satt i granen i snabbt tempo.

## Låtlista
sid 1
- Jag ville giva
- Krögaren
- Jag är så ensam på min sadel
- Drängen
- Märstas lucia
- En kärleksvisa
- Kära Liz Asklund
- Lillans sista brev
- Visa från Göteborg

sid 2
- Tomten
- Jag skulle så gärna vilja skilja mig
- Glöm inte att gå hem
- Ekorrn
- På den gamla goda tiden
- Flugan
- En rallarsnapsvisa
- Julbocken
- Ack ledsamt är att leva